# Базаров, Даши-Дондок Базарович
Даши-Дондок Базарович Базаров (5 декабря 1932, Сахюрта, Восточно-Сибирский край — 11 февраля 1985, Улан-Удэ) — советский геолог-четвертичник, геоморфолог, кандидат геолого-минералогических наук (1967). Специалист в области проблем региональной геоморфологии, палеогеографии и стратиграфии кайнозоя Забайкалья. Заслуженный деятель науки Бурятской АССР, ветеран геологического института СО АН СССР.

## Биография
Даши-Дондок Базарович родился в Агинском аймаке Читинской области.
Окончил Иркутский государственный университет.
С 1956 года работал научным сотрудником Бурят-Монгольской группы Восточно-Сибирского филиала АН СССР в городе Улан-Удэ, в её составе проводил детальные геоморфологические и
геологические исследования четвертичного покрова Селенгинского среднегорья.
С 1958 года состоял в Комплексной тематической экспедиции Бурятского геологического управления.
С 1961 года научный сотрудник, заведующий лабораторией в Бурятском комплексном НИИ СО АН СССР и Геологическом институте БНЦ СО АН СССР.
В 1967 году защитил кандидатскую диссертацию, на основе которой в 1968 году издал монографию, где изложил основные черты и истории рельефа территории, обосновал стратиграфическое расчленение четвертичных образований.

## Научная деятельность
Основными научными интересами Даши-Дондока Базаровича являлись исследования рельефа, террасового комплекса бассейна реки Селенги, а также опорных разрезов кайнозоя Западного Забайкалья.
Даши-Дондок Базарович внес значительный вклад в развитие геоморфологии и четвертичной геологии Забайкалья. Его научные идеи, а также составленные им и под его руководством тематические карты до сих пор актуальны при исследованиях природы Забайкалья.
Он выступал одним из инициаторов по изучению эоловых песков и дефляции с целью разработки мер по борьбе с ней. Принимал участие в изысканиях по защите южного побережья Байкала и инфраструктуры Транссибирской железнодорожной магистрали от озерной абразии и селевых потоков.
Являлся научным консультантом по проблемам геологии археологических экспедиций, работавших в Забайкалье. Руководил коллективом, создавшем первую монографию по геоархеологии Забайкалья.
Специалист в области проблем региональной геоморфологии, палеогеографии и стратиграфии кайнозоя Забайкалья. Основоположник забайкальской научной школы региональной геоморфологии, геологии и палеогеографии кайнозоя, которую «прошли» академик А. К. Тулохонов, доктора географических наук А. Б. Иметхенов, Н. П. Калмыков, кандидаты геолого-минералогических наук И. Н. Резанов и Р. Ц. Будаев, кандидат географических наук Л.Д.-Д. Базарова и кандидат биологических наук Ф. И. Хензыхенова.
Является первооткрывателем палеолитического поселения Варварина Гора.
В 1973 году создал и возглавил лабораторию геоморфологии и четвертичной геологии в Геологическом институте Байкальского Филиала СО АН СССР.
В 1979 году участвовал в создании унифицированной региональной схемы четвертичных отложений Прибайкалья и Забайкалья.
В 1982 году являлся участником XI конгресса Международного союза по изучению четвертичного периода, был членом регионального оргкомитета, занимался подготовкой геологических экскурсий конгресса на озеро Байкал и в заседаниях в Москве.
В 1984 году принимал участие в работе XXVII Международного геологического конгресса в Москве, в рамках которого проводил полевые экскурсии в Забайкалье.

### Научные труды
Опубликовал свыше 80 научных трудов, среди которых семь монографий. Является автором карты новейшей тектоники, соавтором «Неотектонической карты юга Восточной Сибири», являлся научным редактором трёх монографий.
В 1976 году совместно с сотрудниками ВСЕГЕИ составил карту четвертичных отложений Юго-Западного Забайкалья. В 1981 году вместе с геологами производственного геологического объединения «Бурятгеология» составил геологическую карту Бурятской АССР.
Монографии
- Базаров Д.-Д. Б. Четвертичные отложения и основные этапы развития рельефа Селенгинского среднегорья. — Улан-Удэ: Бурятское книжное издательство, 1968. — 166 с.
- Базаров Д.-Д. Б. Кайнозой Джидинского района Забайкалья (стратиграфия, палеогеография, неотектоника). — Новосибирск: Наука, 1975. — 127 с.
- Базаров Д.-Д. Б,  Ербаева М. А.,  Резанов И. Н. Геология и фауна опорных разрезов антропогена Западного Забайкалья. — Москва: Наука, 1976. — 148 с.
- Базаров Д.-Д. Б,  Резанов И. Н.,  Будаев Р. Ц. и др. Геоморфология Северного Прибайкалья и Станового нагорья. — Москва: Наука, 1981. — 198 с.
- Базаров Д.-Д. Б. Кайнозой Прибайкалья и Западного Забайкалья. — Новосибирск: Наука, 1986. — 179 с.

Статьи
- Базаров Д.-Д. Б. К вопросу о водоснабжении и изучению подземных вод в степных и лесостепных районах БМАССР // Краевед : журнал. — Улан-Удэ, 1957. — № 1. — С. 107—120.
- Базаров Д.-Д. Б,  Цырендоржиев Ц. Ц.. О неотектонике южного склона Иволгинской впадины // Вопросы магматизма и тектоники Бурятии : журнал. — Улан-Удэ, 1963. — С. 19—24.

## Звания
- Заслуженный деятель науки Бурятской АССР[2][5];
- Ветеран геологического института СО АН СССР[5].